# Discografie van Snelle
Hieronder volgt de discografie van de Nederlandse zanger en rapper Snelle, met name zijn albums, zijn nummers met een notering in een hitlijst en zijn Top 2000-noteringen. 

## Albums
| Album             | Verschijnen      | Label              | Hitlijsten | Hitlijsten | Hitlijsten | Hitlijsten | Opmerkingen                              |
| Album             | Verschijnen      | Label              | BE (VL)    | BE (VL)    | NL         | NL         | Opmerkingen                              |
| Album             | Verschijnen      | Label              | Piek       | Weken      | Piek       | Weken      | Opmerkingen                              |
| ----------------- | ---------------- | ------------------ | ---------- | ---------- | ---------- | ---------- | ---------------------------------------- |
| Lieve jongens     | 23 maart 2018    | ROQ 'N Rolla Music | —          | —          | 34         | 29         | Studioalbum                              |
| Beetje bij beetje | 18 januari 2019  | ROQ 'N Rolla Music | 42         | 59         | 2          | 83         | Studioalbum / Goud in Nederland          |
| Vierentwintig     | 25 oktober 2019  | ROQ 'N Rolla Music | 8          | 67         | 1 (5 wkn)  | 85         | Studioalbum / Dubbelplatina in Nederland |
| Lars              | 12 maart 2021    | ROQ 'N Rolla Music | 4          | 43         | 1 (2 wkn)  | 102        | Studioalbum / Platina in Nederland       |
| 1/3               | 25 maart 2022    | ROQ 'N Rolla Music | 198        | 1          | 20         | 2          | Extended play                            |
| Achtentwintig     | 20 november 2023 | Lieve Jongens      | 24         | 14         | 4          | 34         | Studioalbum                              |

## Nummers met notering(en) in een hitlijst
| Lied                                           | Verschijnen       | Album                                               | Hitlijsten | Hitlijsten | Hitlijsten  | Hitlijsten  | Hitlijsten   | Hitlijsten   | Opmerkingen                                                                   |
| Lied                                           | Verschijnen       | Album                                               | BE (VL)    | BE (VL)    | NL (Top 40) | NL (Top 40) | NL (Top 100) | NL (Top 100) | Opmerkingen                                                                   |
| Lied                                           | Verschijnen       | Album                                               | Piek       | Weken      | Piek        | Weken       | Piek         | Weken        | Opmerkingen                                                                   |
| ---------------------------------------------- | ----------------- | --------------------------------------------------- | ---------- | ---------- | ----------- | ----------- | ------------ | ------------ | ----------------------------------------------------------------------------- |
| Scars                                          | 18 januari 2019   | Beetje bij beetje                                   | tip        | —          | 22          | 8           | 4            | 46           | dubbelplatina in Nederland en goud in België                                  |
| Eredivisie                                     | 18 januari 2019   | Beetje bij beetje                                   | —          | —          | —           | —           | 24           | 6            | Platina in Nederland                                                          |
| Kibbelingkraam                                 | 18 januari 2019   | Beetje bij beetje                                   | —          | —          | —           | —           | 42           | 3            | Goud in Nederland                                                             |
| Niet safe                                      | 18 januari 2019   | Beetje bij beetje                                   | —          | —          | —           | —           | 66           | 1            |                                                                               |
| Wel varen                                      | 18 januari 2019   | Beetje bij beetje                                   | —          | —          | —           | —           | 88           | 1            |                                                                               |
| Tranen in de studio (met Philly Moré)          | 4 april 2019      | Less is Moré (van Philly Moré)                      | —          | —          | —           | —           | 27           | 3            | Goud in Nederland                                                             |
| Adrenaline (met Daniël Busser)                 | 12 april 2019     | Adrenaline (van Daniël Busser)                      | tip        | —          | —           | —           | —            | —            |                                                                               |
| Samen                                          | 19 april 2019     | De terugkeer (ep met F1rstman, Kempi en I Am Aisha) | —          | —          | —           | —           | 68           | 4            | Goud in Nederland                                                             |
| Plankgas (met Frenna)                          | 10 mei 2019       | Vierentwintig                                       | tip        | —          | 18          | 5           | 6            | 33           | Dubbelplatina in Nederland en goud in België                                  |
| Non verbaal (met F1rstman)                     | 31 mei 2019       | The entertainer (van F1rstman)                      | —          | —          | —           | —           | 75           | 1            |                                                                               |
| Reünie                                         | 19 juli 2019      | Vierentwintig                                       | 6          | 21         | 1 (1 wkn)   | 18          | 1 (4 wkn)    | 73           | Alarmschijf, MNM-Big Hit / 3× Platina in Nederland en dubbelplatina in België |
| Nodig (met Paul Sinha)                         | 16 augustus 2019  | Dromen (van Paul Sinha)                             | tip        | —          | tip12       | —           | —            | —            |                                                                               |
| Lippenstift (met Marco Borsato en John Ewbank) | 27 september 2019 | Vierentwintig                                       | 15         | 24         | 2           | 12          | 2            | 33           | Goud in Nederland en platina in België                                        |
| Voor je deur                                   | 18 oktober 2019   | Vierentwintig                                       | —          | —          | —           | —           | 3            | 11           | Platina in Nederland                                                          |
| Kapitein                                       | 18 oktober 2019   | Vierentwintig                                       | —          | —          | —           | —           | 30           | 3            |                                                                               |
| Ze kent mij (met Yade Lauren)                  | 25 oktober 2019   | Vierentwintig                                       | tip29      | —          | 19          | 9           | 5            | 29           | Platina in Nederland en goud in België                                        |
| Hoofd omhoog (met Jebroer)                     | 25 oktober 2019   | Vierentwintig                                       | —          | —          | —           | —           | 8            | 6            | Goud in Nederland                                                             |
| Hometown (met Hef en Kevin)                    | 25 oktober 2019   | Vierentwintig                                       | —          | —          | —           | —           | 10           | 5            |                                                                               |
| Dwars door me heen                             | 25 oktober 2019   | Vierentwintig                                       | —          | —          | —           | —           | 18           | 3            |                                                                               |
| Lang geleden (met Emms)                        | 25 oktober 2019   | Vierentwintig                                       | —          | —          | —           | —           | 22           | 2            |                                                                               |
| Op zoek naar life (met Kraantje Pappie)        | 25 oktober 2019   | Vierentwintig                                       | —          | —          | —           | —           | 28           | 2            |                                                                               |
| Vaarwater                                      | 25 oktober 2019   | Vierentwintig                                       | —          | —          | —           | —           | 31           | 3            |                                                                               |
| Goeie fles wijn                                | 25 oktober 2019   | Vierentwintig                                       | —          | —          | —           | —           | 33           | 2            |                                                                               |
| Nog steeds                                     | 25 oktober 2019   | Vierentwintig                                       | —          | —          | —           | —           | 34           | 2            |                                                                               |
| Omhoog (met Esko)                              | 22 november 2019  | —                                                   | —          | —          | tip13       | —           | 20           | 3            |                                                                               |
| Smoorverliefd                                  | 10 januari 2020   | Lars                                                | 2          | 19         | 1 (3 wkn)   | 17          | 1 (4 wkn)    | 29           | MNM-Big Hit / Dubbelplatina in Nederland en in België                         |
| Venus (met Frenna en Ronnie Flex)              | 2 maart 2020      | 't Album onderweg naar 'Het Album' (van Frenna)     | tip        | —          | tip1        | —           | 9            | 15           | Goud in Nederland                                                             |
| 17 miljoen mensen (met Davina Michelle)        | 23 maart 2020     | —                                                   | tip10      | —          | 1 (4 wkn)   | 12          | 1 (5 wkn)    | 19           | Alarmschijf / Platina in Nederland                                            |
| Verliezen met jullie (met Pjotr en Okke Punt)  | 3 april 2020      | Kleine wereld (van Pjotr)                           | —          | —          | tip13       | —           | 55           | 2            | Goud in Nederland                                                             |
| Kleur                                          | 5 juni 2020       | Lars                                                | 32         | 1          | 7           | 15          | 4            | 36           | Platina in Nederland                                                          |
| De overkant (met Suzan & Freek)                | 21 augustus 2020  | Dromen in kleur (van Suzan & Freek)                 | 11         | 14         | 2           | 20          | 6            | 53           | Platina in Nederland en goud in België                                        |
| In de schuur (met Ronnie Flex)                 | 16 oktober 2020   | Lars                                                | tip2       | —          | 12          | 20          | 10           | 44           | Dubbelplatina in Nederland                                                    |
| Papa heeft weer wat gelezen                    | 6 november 2020   | Lars                                                | tip        | —          | 39          | 2           | 53           | 2            |                                                                               |
| Thuis                                          | 27 november 2020  | Lars                                                | tip20      | —          | —           | —           | —            | —            |                                                                               |
| Blijven slapen (met Maan)                      | 26 februari 2021  | Lars, Leven (van Maan)                              | 10         | 20         | 1 (10 wkn)  | 21          | 1 (3 wkn)    | 70           | Dubbelplatina in Nederland en platina in België                               |
| Zonder jas naar buiten                         | 12 maart 2021     | Lars                                                | tip        | —          | —           | —           | 45           | 1            |                                                                               |
| Limonade                                       | 12 maart 2021     | Lars                                                | —          | —          | tip6        | —           | —            | —            |                                                                               |
| In m'n bloed                                   | 9 december 2021   | Lars                                                | —          | —          | 14          | 13          | 22           | 21           | Platina in Nederland                                                          |
| Pizza met ananas                               | 18 maart 2021     | 1/3                                                 | 47         | 1          | tip25       | —           | 64           | 33           | Goud in Nederland                                                             |
| Niks mee te maken                              | 18 maart 2021     | 1/3                                                 | —          | —          | tip9        | —           | 46           | 2            |                                                                               |
| De laatste (met Ammar)                         | 28 april 2022     | —                                                   | —          | —          | tip14       | —           | 93           | 5            | Goud in Nederland                                                             |
| Kijk ons nou (met Metejoor)                    | 26 mei 2022       | Joris (van Metejoor)                                | 3          | 24         | tip1        | —           | 65           | 1            | MNM-Big Hit                                                                   |
| 5 voor 12                                      | 24 november 2022  | Achtentwintig                                       | —          | —          | 23          | 10          | 58           | 9            | Alarmschijf, 538 Favourite                                                    |
| Terugweg                                       | 23 februari 2023  | Achtentwintig                                       | 48         | 1          | 27          | 7           | 34           | 11           | NPO Radio 2 TopSong                                                           |
| Alles al (met Jonna Fraser)                    | 21 april 2023     | Achtentwintig                                       | —          | —          | tip18       | —           | 51           | 1            |                                                                               |
| Ruggengraat (met Kraantje Pappie)              | 19 mei 2023       | Achtentwintig                                       | —          | —          | 32          | 5           | 29           | 17           | Goud in Nederland                                                             |
| Radio                                          | 18 augustus 2023  | Achtentwintig                                       | 29         | 12         | 39          | 6           | 41           | 11           |                                                                               |
| Hoodiedate                                     | 3 november 2023   | Achtentwintig                                       | —          | —          | 38          | 2           | 57           | 4            |                                                                               |
| Rock 'n roll in Nederland (met Thomas Acda)    | 17 november 2023  | Achtentwintig                                       | —          | —          | —           | —           | 60           | 1            |                                                                               |
| September (met Miss Montreal)                  | 17 november 2023  | Achtentwintig                                       | —          | —          | tip10       | —           | —            | —            |                                                                               |
| Op jou heb ik gewacht (met De Poema's)         | 2 januari 2025    | —                                                   | —          | —          | —           | —           | —            | —            |                                                                               |

## NPO Radio 2 Top 2000
| Nummers met noteringen in de NPO Radio 2 Top 2000 | '19  | '20 | '21  | '22  | '23  | '24  |
| ------------------------------------------------- | ---- | --- | ---- | ---- | ---- | ---- |
| 17 miljoen mensen (met Davina Michelle)           | ×    | -   | 1003 | -    | -    | -    |
| Blijven slapen (met Maan)                         | ×    | ×   | -    | 744  | 1053 | 1625 |
| De overkant (met Suzan & Freek)                   | ×    | -   | 381  | 396  | 451  | 764  |
| In m'n bloed                                      | ×    | ×   | -    | 1235 | 1794 | -    |
| Kleur                                             | ×    | -   | 1625 | -    | -    | -    |
| Reünie                                            | 1035 | 430 | 913  | 1280 | 1573 | 1829 |
| Smoorverliefd                                     | ×    | -   | 1315 | 1824 | 1973 | -    |

1. ↑  Een '-' betekent dat het nummer niet was genoteerd, een '×' betekent dat het nummer nog niet was uitgebracht en een vetgedrukt getal geeft de hoogste notering van een nummer aan.
2. ↑  2019 was het eerste jaar met een notering voor Snelle.